# شتینشتدت
شتینشتدت (به آلمانی: Stinstedt) یک شهر در آلمان است که در بورده لامشتدت واقع شده‌است. شتینشتدت ۵۵۹ نفر جمعیت دارد.